# Fimbristylis gabonica
Fimbristylis gabonica là loài thực vật có hoa trong họ Cói. Loài này được Cherm. mô tả khoa học đầu tiên năm 1930.